# Platycephalus fuscus
Cá chai Dusky (Danh pháp khoa học: Platycephalus fuscus) là một loài cá biển trong họ cá chai Platycephalidae phân bố ở bờ biển phía Đông nước Úc. Cá chai dusky là thành viên lớn nhất của họ cá chai Platycephalidae và được bắt bởi những tay câu từ trước tới nay, thông thường có thể phân biệt và nhận dạng bằng cách xem xét màu sắc và các dấu hiệu khác ở đuôi và vây đuôi. Cá chai dusky cũng được gọi là cá chai cửa sông hay cá chai bùn. Đánh bắt cá chai thương mại là ngành cá quan trọng ở Úc, đa số đánh bắt vào cuối thu tới đầu xuân, và chủ yếu dùng lưới cản.